# Clarenberg (Stadtbahn di Dortmund)
La stazione di Clarenberg è una stazione sotterranea della Stadtbahn di Dortmund.

## Storia
La stazione di Clarenberg venne attivata il 27 maggio 1983, all'apertura della prima tratta sotterranea della Stadtbahn di Dortmund.

## Strutture e impianti
Si tratta di una stazione sotterranea, con due binari – uno per ogni senso di marcia – serviti da una banchina ad isola.

## Movimento
La stazione è il capolinea meridionale dalla linea U41.